# ビッグルーフ滝沢
ビッグルーフ滝沢（ビッグルーフたきざわ）は、岩手県滝沢市にある交流拠点複合施設。「みんなでつくるふれあいの大屋根」をコンセプトとする。図書館（滝沢市立湖山図書館）・コンベンションセンター・観光の3つのゾーンにより構成される。

## 建設の経緯
旧滝沢村（2014年1月市制施行）が村立図書館を建て替えるに際して、役場周辺の拠点とするべく、観光や地域交流の機能も併せ持った複合施設として整備したものである。2016年8月に竣工。2016年12月1日に図書館やホールがオープンした後、2017年4月1日に全面オープンした。

## 受賞
2018年6月、一般財団法人都市みらい推進機構による第13回まちづくり情報交流大賞において、次点となる「まちづくり達成大賞」を受賞した。

## アクセス
- 盛岡駅東口バスターミナル9番のりばより岩手県交通バス利用。
  - ｢201・202・203・209｣の系統で、｢ビッグルーフ滝沢｣バス停下車。
- 盛岡駅よりタクシーで約20分。
- 盛岡インターより車で約15分。